# نبرد موصل (۱۱۰۷)
نبرد موصل یک نبرد است که قلج ارسلان یکم از سلاطین سلجوقیان روم که به واسطه آن شهر موصل را تسخیر کرد.